# E! News
E! News es el noticiero del canal estadounidense E! Entertainment Television, que se enfoca en los últimos chismes de las celebridades de Hollywood. El programa debutó el 1 de septiembre de 1991 con el nombre de E! News Daily. Posteriormente, fue bautizado como E! News Live y finalmente como E! News.

## Presentadores y reporteros
Desde el 2006, E! News es conducido por Giuliana Rancic y Ryan Seacrest. Jason Kennedy, Catt Sadler, Ashlan Gorse, Kristin Dos Santos, Kristina Guerrero, David Burtka, Ted Casablanca, Marc Malkin, Meagan Tandy y Ken Baker son corresponsales. Entre los presentadores y reporteros que han participado se encuentran:
| - David Adelson - Greg Agnew - Jules Asner - Brooke Burke - John Burke - Alisha Davis - Bianca Ferrare | - Jason Feinberg - Linda Grasso - Samantha Harris - Cindy Hom - Dagny Hultgreen - Steve Kmetko - Lynda Lopez | - Kristin Malia - Eleanor Mondale - Todd Newton - Patrick Stinson - Gina St. John - Kathleen Sullivan - Cindy Taylor |

## Versión latinoamericana
La versión latinoamericana del programa era conducida por la modelo venezolana Daniela Kosán y el cantante colombiano John Paul Ospina. Aunque E! News Latin America tuvo diferentes conductores, los videos presentados allí eran los mismos de la versión anglosajona, solo que traducidos o doblados al español. El espacio fue cancelado a fines del 2008 y fue reemplazado por la versión americana, incluyendo un resumen de dos minutos sobre noticias del entretenimiento latino y una revisión semanal de media hora de duración que se transmite los viernes en la noche. Se incorporó los E! Latin Bites, pequeños segmentos de información y entrevistas de la farándula latinoamericana. En 2013, E! Latin News pasa a ser conducido por Renato López hasta su muerte en 2016.